# Made From Fire
World Wide Suicide es el tercer álbum de estudio del grupo de heavy metal Davey Suicide publicado en marzo de 2017.

## Lista de canciones
| Made from Fire |                                   |          |  |
| N.º            | Título                            | Duración |  |
| 1.             | «Resurrection»                    | 00:42    |  |
| 2.             | «Rise Above»                      | 03:06    |  |
| 3.             | «Dancing with the Reaper»         | 03:06    |  |
| 4.             | «No Angel»                        | 03:36    |  |
| 5.             | «Too Many Freaks» (con Twiztid)   | 03:43    |  |
| 6.             | «Torture Me»                      | 03:09    |  |
| 7.             | «Anti-System Revolution»          | 03:21    |  |
| 8.             | «Paralyzed» (con William Control) | 04:16    |  |
| 9.             | «No Place Like Hell»              | 03:02    |  |
| 10.            | «Devil's Night»                   | 03:07    |  |
| 11.            | «Take the Pain Away»              | 3:55     |  |
| 12.            | «The Chemical in You»             | 3:31     |  |
| 13.            | «Made from Fire»                  | 3:53     |  |
| 14.            | «End of the War»                  | 5:37     |  |
| 48:04          |                                   |          |  |

## Músicos
- Davey Suicide: voz
- Needlz: teclados, coros y programadores
- Drayven Davidson: batería
- Brent Ashley: bajo

- Datos: Q29639772